# کلاغ (فیلم ۱۳۵۶)
کلاغ فیلمی به نویسندگی و کارگردانیِ بهرام بیضایی با بازیِ حسین پرورش و آنیک شفرازیان و پروانه معصومی است که – پس از کوششِ نافرجام برای ساختنِ فیلمِ حقایق درباره‌ی لیلا دختر ادریس – در سالِ ۱۳۵۶ ساخته شد. این سوّمین فیلمِ بلندِ بیضایی است.

## خلاصهٔ داستان
اصالت (حسین پرورش) در جستجوی موضوعی برای ساختنِ یک برنامهٔ تلویزیونی است که یک آگهی در روزنامهٔ عصر می‌بیند که نوشته دختر جوانی گم شده و یابنده با نشانیِ مندرج در آگهی تماس بگیرد. عکس دختر گمشده به نظرِ اصالت آشنا می‌آید، و می‌کوشد به یاد آورد که او را کجا دیده است. شب‌هنگام آسیه (پروانه معصومی) به دورهٔ هفتگیِ همکاران می‌رود، و موضوعِ دخترِ گمشده را به‌طورِ شوخی‌آمیز به میان می‌آورد. آسیه آموزگار مدرسهٔ کر و لال‌هاست و در منزل خاطراتِ مادرشوهرش را می‌نویسد، که از خانوادهٔ اصیل و متجدّدی بوده است. اصالت به نشانیِ داده شده در آگهی می‌رود و می‌فهمد که نشانی مربوط به سی سال پیش است: سنگلج. آسیه نیز به موضوعِ دخترِ گمشده علاقه نشان می‌دهد. همکارانِ اصالت موفّق می‌شوند با یک تلفنِ دروغین او را به تهیهٔ گزارشی از آلودگیِ هوا بکشانند. مادر در بازگفتنِ خاطراتش آسیه را به دوره‌ای دور می‌برد، به دیدارِ جاها و مردمی که دیگر نیستند. مادر در جوانی نامزدش را از دست داده و به ازدواجی کوتاه و بی‌عشق تن درداده، و اصالت را، که فرزندخوانده‌اش است، در شلوغیِ زمانِ جنگ در بیمارستان یافته است. چندی بعد مادر با شنیدنِ خبرِ دروغِ پیدا شدنِ دخترِ گمشده منقلب می‌شود، و آسیه که بو برده که همهٔ این مسائل با هم مربوط است به جستجو می‌پردازد و در اتاقِ مادر عکسِ دخترِ گمشده را می‌یابد و می‌فهمد که گمشده همانا جوانیِ مادر است.

## ساخت
با کار در فیلم کلاغ پی‌بردم که یک چیزهایی را باید از نو یاد بگیرم و به فکر و نگاهم باید شکل و عمق بدهم.

عزیز ساعتی، ۱۳۷۱
مردادِ ۱۳۵۵: توافق نهایی مابین تهیه‌کننده فیلم کلاغ «شرکت گسترش صنایع سینمایی ایران» و بهرام بیضایی و همچنین ادامه نگارش فیلم‌نامه «کلاغ» توسط بهرام بیضایی
در جریانِ فیلمبرداری سکانسِ نهایی نزاعی میانِ کارگردان و پروانه معصومی درگرفت، که با میانجی‌گریِ همکاران برطرف شد.

## بازیگران

پروانه معصومی در نمایی از فیلم
----
«داستان زندگی خانم عصمت صفوی بود و فیلم‌نامه‌اش هم برای ایشان نوشته شده بود.... کلاغ قرار بود سپاسگزاری آقای بیضایی از این زن بزرگ سینمای ما باشد. اما متأسفانه خانم صفوی فوت کردند.. .»
پروانه معصومی، ۲۰۰۵ میلادی

| بازیگر            | گوینده          | نقش         |
| ----------------- | --------------- | ----------- |
| پروانه معصومی     | ژاله کاظمی      | آسیه        |
| حسین پرورش        | ناصر طهماسب     | اصالت       |
| آنیک شفرازیان     | فهیمه راستکار   | مادر اصالت  |
| منوچهر فرید       | حسین عرفانی     | آقای دبیری  |
| جمشید لایق        | عزت‌الله مقبلی   | آقای ابتکار |
| محمّد مطیع         | منوچهر والی‌زاده | آقای دیم‌کار |
| شهرام گلچین       | آرشاک قوکاسیان  | کارگردان    |
| میراحمد ایروانلو  | محمّدباقر توکّلی  | کلنل        |
| آقاجان رفیعی      | بدری نوراللهی   | دکتر        |
| سامی تحصّنی        | محمّدباقر توکّلی  | پدر آسیه    |
| فرّخ‌لقا هوشمند     | بدری نوراللهی   | مادر آسیه   |
| یاسمن مسعودی      | مهوش افشاری     | خدمتکار     |
| ملیحه نظری        | بدری نوراللهی   | مهمان       |
| گلچهره سجّادیه     |                 |             |
| ولی گودرزی        |                 |             |
| ماگروهی پطروسیان  |                 |             |
| واچیک مانگاساریان |                 |             |

## نمایش
تهیه‌کننده کلاغ را به جشنوارهٔ جهانیِ فیلمِ تهران برد. بیضایی هم از این کار حمایت کرد: «اینکه هیچ کاری نکنیم که کاری کرده باشیم در زندگی هیچ جا به نتیجه نرسیده. اینکه هیچ کاری نکنیم که مبادا دستمان آلوده شود در هیچ جای دنیا نتیجه‌ای نداشت.» ولی نه جایزه‌ای به فیلم رسید و نه نمایشِ عمومیِ خوبی داشت: آتش‌سوزیِ سینماها در جریانِ انقلابِ ۱۳۵۷ مانعِ نمایشش شد. ولی پس از انقلاب در تلویزیون نشانش دادند.

## دربارهٔ فیلم
خاطره شیبانی بر این باور بوده است که مسئلهٔ بنیادین در فیلم‌های بیضایی این است که آدمی جهان را چگونه می‌بیند؛ و بدین ترتیب بیضایی را پیشگامِ برتری دادن به درونیّات قهرمان در سینمای ایران می‌داند. وی توضیح می‌دهد که روی همین اصل دوربینِ بیضایی به زاویهٔ دیدِ آسیه، قهرمانِ فیلم، نزدیک می‌شود.

### در فرهنگِ عامّه
سالِ ۱۳۹۵ دامون نوردین ترانه‌ای به نامِ «رگبار» خوانده که در آن به فیلم‌های بیضایی، از جمله کلاغ و شخصیتِ آسیه، اشاره می‌شود.

### توضیحات
1. ↑  فیلم در یوتیوب

### ارجاعات
1. ↑  مهرابی، «صدوپنج سال اعلان و پوستر فیلم در ایران»، ۱۴۹.
2. ↑  شطرنج باد: نقد و گفت‌وگو. ص. ۱۲۳.
3. ↑  «کلاغ». بایگانی‌شده از اصلی در ۲۷ مارس ۲۰۰۷. دریافت‌شده در ۷ ژانویه ۲۰۲۰.
4. ↑  فیلم کلاغ در وبگاه سوره
5. ↑  ساعتی و  طوسی، «عکسهایی که جان می‌گیرند»، ۱۵۶.
6. ↑  «دور و بر استودیوهای ایرانی: «کلاغ» فیلم تازه بهرام بیضایی». روزنامه اطلاعات. یکشنبه ۲۴ مرداد ۱۳۵۵. صفحهٔ ۷. وبگاه دانش‌سرای مشروطه.
7. ↑  بیضایی، بهرام؛ معصومی، پروانه؛ تسلیمی، سوسن؛ شمسایی، مژده؛ مقصودلو، بهمن (۱۴۰۲). موزاییک استعاره‌ها: گفت‌وگو با بهرام بیضایی و زنان فیلم‌هایش. تهران: برج. ص. ۱۱۳−۱۱۴. شابک ۹۷۸-۶۲۲-۵۶۹۶-۵۷-۰.
8. ↑  بیضایی، بهرام؛ معصومی، پروانه؛ تسلیمی، سوسن؛ شمسایی، مژده؛ مقصودلو، بهمن (۱۴۰۲). موزاییک استعاره‌ها: گفت‌وگو با بهرام بیضایی و زنان فیلم‌هایش. تهران: برج. ص. ۱۱۲. شابک ۹۷۸-۶۲۲-۵۶۹۶-۵۷-۰.
9. ↑  بیضائی، بهرام؛ لطفی، رامبد (۶ خرداد ۲۵۳۷ شاهنشاهی). «تئاتر شهر: ۱۳ میلیون تومان بودجه و دو نمایش در سال». رستاخیز جوانان (۱۴۳): ۶۸. تاریخ وارد شده در |تاریخ= را بررسی کنید (کمک)
10. ↑  نیک پندار، «تاریخ سینمای ایران»، ۷۱.
11. ↑  جعفری لاهیجانی، «هنر در گرماگرم انقلاب»، ۱:‎ ۱۱۷.
12. ↑  Sheibani، «The Outcry of The Crow»، ۹۸.
13. ↑  Sheibani، «The Outcry of The Crow»، ۱۰۴.